# Трентиньян, Жан-Луи
Жан-Луи́ Трентинья́н (фр. Jean-Louis Trintignant; 11 декабря 1930, Пьоленк, Воклюз, Франция — 17 июня 2022, Коллиас, Гар, Окситания, Франция) — французский актёр, режиссёр и сценарист, также автогонщик. Лауреат двух крупнейших мировых кинофестивалей — Каннского и Берлинского.
Известен по картине «Мужчина и женщина», где исполнил главную мужскую роль автогонщика вместе с Анук Эме. Сыграл главную роль в нашумевшем фильме «Конформист». На позднем этапе карьеры исполнил ключевую роль в камерной драме «Любовь», возродившей его популярность в мире.

## Биография
Родился 11 декабря 1930 года в Пьоленке в департаменте Воклюз на юге Франции. Сын богатого предпринимателя, очень застенчивый от природы, он желал стать автогонщиком, как и его дядя Морис Трентиньян, известная фигура автомобильного спорта в 1950-е годы.
В 1942 году в возрасте 12 лет увлёкся поэзией. Жак Превер, Гийом Аполлинер и Луи Арагон стали его любимыми поэтами.
В 1949 году в возрасте 19 лет Трентиньян — студент-юрист университета города Экс-ан-Прованс — попадает на представление пьесы «Скупой» Мольера в постановке Шарля Дюллена. Эта пьеса стала поворотным моментом в его жизни. Он бросает университет и решает брать уроки театрального искусства у Шарля Дюллена и Тани Балашовой в Париже, а также пытается преодолеть свою глубокую застенчивость. «Я был застенчив и скромен, — говорил Трентиньян, — и к театру меня влекло не тщеславие, а безмерная любовь к сцене. В первой пьесе я не произносил ни слова, но зато полчаса держал в руках два тяжёлых канделябра. И постепенно кое-чего добился. Вначале кино меня не интересовало и я снимался только из-за денег, но потом стал интересоваться и кинематографом, и теперь в моей жизни оба эти искусства дополняют друг друга».
Вскоре он женится на актрисе Стефан Одран (впоследствии брак распался, и Стефан вышла замуж за режиссёра Клода Шаброля).
В 1951 году он дебютирует в театре, в труппе Раймона Эрмантье (Compagnie Raymond Hermantier) в пьесе «Каждому по потребности» (фр. À chacun selon sa faim). Затем играет в труппе Comédie de Saint-Étienne в «Макбете» Шекспира. После этого он учится на режиссёра в Институте кинематографии (IDHEC — фр. Institut des hautes études cinématographiques). Хотя свой первый фильм он снял только двадцать лет спустя («Une journée bien remplie»)
В 1956 году, после некоторых эпизодических ролей, он дебютирует в кино в фильме «Если парни всего мира...» Кристиан-Жака. В том же самом году он и Брижит Бардо вместе становятся очень знамениты благодаря фильму Роже Вадима «И Бог создал женщину». Трентиньян сыграл в нём роль молодого супруга, без ума влюблённого в Жюльетт, молодую красивую женщину, которая думает только о развлечениях и мужчинах. Его роман с Брижит Бардо, бывшей в то время замужем за Роже Вадимом, наделал много шума в прессе и привёл к разводу Вадима и Бардо.
Затем он на три года полностью исчез из светской жизни — из-за службы в армии. За это время он побывал в Германии и в Алжире. Длительное отсутствие Трентиньяна и связь Бардо с музыкантом Жильбером Беко привела к разрыву их отношений, длившихся более полутора лет.
Вернувшись из армии, он снова становится популярным, играя Гамлета в театральных постановках, и в 1959 возвращается в кино благодаря Роже Вадиму, который предлагает ему роль Дансени в своём новом фильме «Опасные связи» (снимался вместе с Жераром Филипом, Жанной Моро, Анетт Вадим и Борисом Вианом).
В 1966 году он снимается в знаменитом фильме Клода Лелуша «Мужчина и женщина», получившем Гран-при Каннского кинофестиваля, а также два «Оскара» — за лучший иностранный фильм и за лучший оригинальный сценарий.
В те же годы он снимается в политически направленных картинах «Поединок на острове» («Le Combat dans l'île», 1962) Алена Кавалье, с Роми Шнайдер и Анри Серром, и «Дзета» Коста-Гавраса с Ивом Монтаном. За исполнение роли в последнем фильме он получил приз за лучшую мужскую роль Каннского кинофестиваля 1967 года.
В 1970 году сыграл главную роль Марчелло Клеричи в фильме Бернардо Бертолуччи «Конформист». Картина была признана лучшим фильмом года на итальянской национальной кинопремии «Давид ди Донателло» (наряду с двумя другими фильмами).

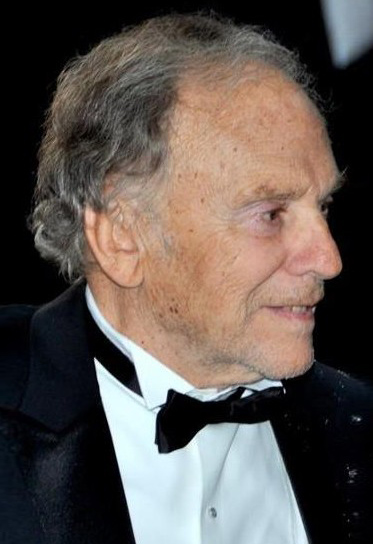
Трентиньян на 65-м Каннском кинофестивале, май 2012 года

Женится на Надин Маркан — актрисе, сценаристе и режиссёре, для которой он снял несколько фильмов и которая родила ему двоих детей — сына Венсана и дочь Мари, тоже ставших артистами театра и кино. Мари играла во многих фильмах своей матери вместе с отцом, а также участвовала в театральных постановках. Она стала любимой партнёршей своего отца.
В это время Трентиньян увлекается автомобильными гонками и принимает участие в многочисленных авторалли.
В 1980-х годах, в возрасте 50 лет он обосновывается в своём доме, в Юзесе (в 40 км западнее Авиньона), чтобы жить в гармонии с природой, — говорит, что устал от кино. В 1990-х годах играет, в основном, мизантропов и циников.
В 1996 году, идя по стопам дяди Мориса, он отдаётся новому увлечению и покупает виноградное хозяйство «Красная Гаранс» (названное в честь Арлетти, — по имени её персонажа в фильме «Дети райка»). Он интересовался автогонками, принял участие в нескольких ралли, в том числе шесть раз в Ралли Монте-Карло, но никогда не финишировал выше 20 места. Также участвовал в кольцевых гонках. Так он познакомился с Марианной Хепфнер (в девичестве - Фуртон), известной раллийной гонщицей. Она стала его женой в 2000 году, после развода с Надин Трентиньян. Он принял участие в 24 часах Ле-Мана в 1980 году (сошёл с дистанции) и финишировал вторым в 24 часах Спа в 1982 году со своими товарищами по команде Жан-Пьером Жарье и Тьерри Тассином.
В 2003 году Трентиньян читает со сцены «Поэмы к Лу» (любовные письма поэта Гийома Аполлинера к своей возлюбленной Лу), — вместе со своей дочерью Мари Трентиньян. В том же году его дочь Мари была убита.
В 2005 году он представляет свой спектакль «Жан-Луи Трентиньян читает Гийома Аполлинера», созданный вместе с его дочерью Мари и посвящённый её памяти, на Авиньонском фестивале.
Новая волна популярности посетила Трентиньяна в 2012 году, когда на 65-м Каннском киносмотре была презентована драма старого друга актёра Михаэля Ханеке «Любовь», где Трентиньян исполнил главную роль — пожилого учителя музыки Жоржа, присматривающего за умирающей супругой. Высокие оценки его актёрской работы в кинопрессе были подтверждены «Сезаром», премией Европейской киноакадемии и даже статусом одного из центральных кандидатов на премию «Оскар» 2013 года за лучшую мужскую роль.
Сам фильм получил «Оскар» в категории «Лучший фильм на иностранном языке».
Скончался 17 июня 2022 года у себя дома в Коллиас (Гар, Окситания) в окружении своих близких.

## Фильмография

### Режиссёр
- 1972 — Один напряженный день / Une journée bien remplie
- 1978 — Инструктор по плаванию / Le Maître-nageur

### Актёр
- 1956 — Если парни всего мира... / Si tous les gars du monde, реж. Кристиан-Жак
- 1956 — Закон улиц / La loi des rues, реж. Ральф Хабиб
- 1956 — И Бог создал женщину / Et Dieu Crea La Femme, реж. Роже Вадим
- 1956 — Клуб женщин[фр.] / Club de femmes, реж. Ральф Хабиб
- 1959 — Жестокое лето / Un été violent, реж. Валерио Дзурлини
- 1959 — Опасные связи / Les Liaisons Dangereuses, реж. Роже Вадим
- 1960 — Битва при Аустерлице / Austerlitz, реж. Абель Ганс
- 1961 — Правдивая игра / Le Jeu de la vérité, реж. Робер Оссейн
- 1961 — Убийца выходит из тени / Pleins feux sur l’assassin, реж. Жорж Франжю
- 1962 — Поединок на острове / Le Combat dans l'île, реж. Ален Кавалье
- 1962 — Обгон / Il sorpasso, реж. Дино Ризи
- 1963 — Замок в Швеции / Château en Suède, реж. Роже Вадим
- 1964 — Зал ожидания / Les Pas perdus, реж. Жак Робен
- 1964 — Анжелика в гневе / Merveilleuse Angélique, реж. Бернар Бордери
- 1964 — Мата Хари / Mata Hari, agent H21
- 1965 — Убийца в спальных вагонах / Compartiment tueurs, реж. К. Коста-Гаврас
- 1965 — Семнадцатое небо / Le dix-septieme ciel, реж. Серж Корбер
- 1966 — Трансъевропейский экспресс / Trans-Europe-Express, реж. Ален Роб-Грийе
- 1966 — Мужчина и женщина / Un homme et une femme, реж. Клод Лелюш. Роль автогонщика Жан-Луи Дюрока
- 1966 — Долгий поход / La longue marche, реж. Александр Астрюк
- 1966 — Горит ли Париж? / Paris brûle-t-il ?, реж. Рене Клеман
- 1967 — Запыхавшись / Le Cœur battant, реж. Тинто Брасс
- 1968 — Дзета / Z, реж. Коста-Гаврас
- 1968 — Молчун / Le Grand Silence, реж. Серджо Корбуччи
- 1968 — Человек, который лжёт / L’homme qui ment, реж. Ален Роб-Грийе
- 1968 — Распутница / La matriarca / L’amour à cheval, реж. Паскуале Феста Кампаниле
- 1968 — Лани / Les Biches, реж. Клод Шаброль
- 1969 — Американец / L’Américain, реж. Марсель Бодзуффи
- 1969 — Похититель преступлений / Le Voleur de crimes, реж. Надин Трентиньян
- 1969 — Ночь у Мод / Ma nuit chez Maud, реж. Эрик Ромер
- 1969 — Такая нежная… такая развратная / Così dolce… così perversa, реж. Умберто Ленци
- 1970 — Мошенник / Негодяй / Le Voyou, реж. Клод Лелюш
- 1970 — Конформист / Il Conformista, реж. Бернардо Бертолуччи
- 1971 — Опиум и дубинка / L’opium et le baton, реж. Ахмед Рашеди
- 1971 — Без видимых причин / Sans Mobile Apparent, реж. Филипп Лабро
- 1972 — Бег зайца через поля / La Course Du Lievre A Travers Les Champs, реж. Рене Клеман
- 1972 — Похищение в Париже / L’Attentat, реж. Ив Буассе
- 1973 — Поезд / Le Train, реж. Пьер Гранье-Дефер
- 1973 — Один человек погиб / Un homme est mort, реж. Жак Дере
- 1973 — Знать запрещено / Défense de savoir, реж. Надин Трентиньян
- 1974 — Секрет[фр.] / Le Secret, реж. Робер Энрико
- 1974 — Обезумевший баран / Le Mouton enragé, реж. Мишель Девиль
- 1974 — Скрипки бала / Les Violons du bal, реж. Мишель Драш
- 1975 — Полицейская история / Flic Story, реж. Жак Дере
- 1975 — В Сантьяго идёт дождь / Il pleut sur Santiago, реж. Эльвио Сото
- 1975 — Игра с огнём / Le Jeu avec le feu, реж. Ален Роб-Грийе
- 1975 — Акт агрессии / L’Agression, реж. Жерар Пире
- 1975 — Женщина на воскресенье / La Donna Della Domenica, реж. Луиджи Коменчини
- 1976 — Свадебное путешествие / Le Voyage de noces, реж. Надин Трентиньян
- 1976 — Пустыня Тартари / Le Désert des Tartares, реж. Валерио Дзурлини
- 1976 — Компьютер, программирующий смерть / L’Ordinateur des pompes funèbres, реж. Жерар Пире
- 1977 — Пассажиры / Les Passagers, реж. Серж Леруа
- 1978 — Чужие деньги / L' Argent Des Autres, реж. Кристиан де Шалонж
- 1980 — Банкирша / La Banquière, реж. Франсис Жиро
- 1980 — Мужское дело / Une affaire d’hommes, реж. Никола Рибовски
- 1980 — Я вас люблю / Je vous aime, реж. Клод Берри
- 1980 — Терраса / La Terrasse, реж. Этторе Скола
- 1980 — Мальвиль / Malevil, реж. Кристиан де Шалонж
- 1981 — Глубокие воды / Eaux profondes, реж. Мишель Девиль
- 1981 — Любовная страсть / Passione d’amore, реж. Этторе Скола
- 1982 — Новый мир / La Nuit de Varennes, реж. Этторе Скола
- 1982 — День искупления / Le Grand Pardon, реж. Александр Аркади
- 1983 — Скорей бы воскресенье! / Vivement dimanche !, реж. Франсуа Трюффо
- 1983 — Прямо в сердце / Colpire Al Cuore, реж. Джанни Амелио
- 1983 — Под огнём / Under Fire, реж. Роджер Споттисвуд
- 1983 — Криминальная полиция / La Crime, реж. Филипп Лабро
- 1983 — Кредо / Credo, ТВ, реж. Жак Дере
- 1984 — Ничьи жёны[фр.] / Femmes de personne, реж. Кристофер Франк
- 1984 — Да здравствует жизнь / Vive la vie, реж. Клод Лелюш
- 1984 — Такова моя воля[фр.] / Le Bon Plaisir, реж. Франсис Жиро
- 1984 — Человек с деньгами в глазах / L’Homme aux yeux d’argent, реж. Пьер Гранье-Дефер
- 1985 — Уйти, вернуться / Partir, revenir, реж. Клод Лелюш
- 1985 — Свидание[фр.] / Rendez-vous, реж. Андре Тешине
- 1985 — Будущим летом / L'Été prochain, реж. Надин Трентиньян
- 1986 — Мужчина и женщина: 20 лет спустя / Un homme et une femme : vingt ans déjà, реж. Клод Лелюш
- 1986 — 15 августа / Quinze août, реж. Николь Гарсиа
- 1987 — Призрачная долина / La Vallée fantôme, реж. Ален Таннер
- 1989 — Бункер «Палас-отель» / Bunker Palace Hôtel, реж. Энки Билал
- 1991 — Спасибо, жизнь / Merci la vie, реж. Бертран Блие
- 1993 — Инстинкт ангела / L’Instinct de l’ange, реж. Ришар Дембо
- 1994 — Три цвета: Красный / Trois Couleurs: Rouge, реж. Кшиштоф Кесьлёвский — номинация на премию «Сезар» за лучшую мужскую роль
- 1994 — Город потерянных детей / La Cité des enfants perdus, реж. Жан-Пьер Жёне, Марк Каро
- 1995 — Фиеста / Fiesta, реж. Пьер Бутрон — номинация на премию «Сезар» за лучшую мужскую роль
- 1996 — Человек упал на улице / Un Homme est tombé dans la rue, реж. Доминик Руле
- 1996 — Тико Мун / Tykho Moon, реж. Энки Билаль
- 1996 — Никому не известный герой / Un héros très discret
- 1998 — Те, кто меня любит, поедут поездом / Ceux qui m’aiment prendront le train, реж. Патрис Шеро — номинация на премию «Сезар» за лучшую мужскую роль второго плана
- 2003 — Дженис и Джон / Janis et John, реж. Самюэль Беншетрит
- 2012 — Любовь / Amour, реж. Михаэль Ханеке — премия «Сезар» за лучшую мужскую роль
- 2017 — Хэппи-энд / Happy End, реж. Михаэль Ханеке
- 2019 — Лучшие годы жизни / Les plus belles années d’une vie, реж. Клод Лелуш